# Saidahtam Rahimow
Saidahtam Rahimow (tadż. Саидаҳтам Раҳимов; ur. 23 czerwca 1973) – tadżycki judoka i sambista, olimpijczyk. Syn utytułowanego zawodnika sambo, Saidmurata Rahimowa. 
Na igrzyskach olimpijskich w Atlancie (1996) wystąpił w judo w kategorii do 95 kilogramów. W 1/16 finału pokonał Argentyńczyka Orlando Baccino, jednak w 1/8 finału poniósł porażkę z Austriakiem Erikiem Kriegerem.
Startował także na mistrzostwach świata. W 1995 roku przegrał już w 1/32 finału z Mongołem Dawaasambuugijnem Dordżbatem. W 1999 roku wygrał w 1/16 finału z Amerykaninem Martinem Boonzaayerem, jednak odpadł w 1/8 finału po porażce z Chińczykiem Pan Songiem. W 2001 roku odpadł w 1/16 finału (porażka z Bułgarem Georgim Tonkowem). W kategorii powyżej 95 kilogramów zdobył brązowy medal na mistrzostwach Azji (1995).
Rahimow, podobnie jak ojciec, był również sambistą. W 2002 roku zdobył srebrny medal mistrzostw świata w Panamie.